# 宇都宮皇者

宇都宮皇者（日：宇都宮ブレックス），主場根據地為栃木縣宇都宮市，主場館為宇都宮皇者體育館。其營運單位為「宇都宮皇者股份有限公司」，原名為「栃木皇者」球隊創立於2007年，目前隸屬於日本職業籃球聯盟B.LEAGUE東區。

## 概要
宇都宮皇者於2004年12月開始展開活動（詳情見下文），自2006-07賽季起參加日本籃球聯賽（JBL），經歷日本國家籃球聯賽（NBL）後，現參與B.LEAGUE聯賽。球隊的營運公司為「栃木宮皇者股份有限公司」。球隊主場設於栃木縣宇都宮市，鹿沼市則被定位為「母城」。
「皇者」這個隊名是由英語「BREAK THROUGH（突破現狀）」的發音衍生而來，寓意「打破既有框架，在體育界、籃球界乃至栃木帶來突破與變革」。此外，BREX中的「REX」在拉丁語中意為「王者」，結合「Basketball + REX = B-REX」，代表球隊以籃球界頂點為目標的堅定信念。
球隊的主色系延續了栃木縣姐妹州——美國印第安納州NBA球隊「印第安納溜馬」的配色。此舉表達對溜馬隊的敬意，同時也象徵球隊希望以NBA的比賽風格與娛樂性為學習典範。
球隊的理念是：「成為堅強且備受喜愛、充滿動力的球隊」。球隊創立首年即在JBL2奪得冠軍；第二年升格至JBL（第一級），並在創隊第3年實現原本設定的目標——稱霸全日本。
球隊秉持「無論何時都要成為強大且受人喜愛、充滿幹勁的球隊」這一信念，致力於打造一支堅毅不屈的隊伍，每一個賽季都全力以赴、以巔峰為目標。
此外，球隊也希望成為一支能夠讓前來觀賽的球迷、以及與球隊或選手互動過的所有人都「感受到某些東西」的存在。他們所說的這個「某些東西」，是一種如能量般的感覺，可能是「我也想變得像他們一樣」的志向與幹勁，也可能是「我也能做到」的希望與自信。
透過這樣的理念，球隊不斷為人們提供發現這份「某些東西」的契機。

### 球衣贊助商（2024–25賽季）
- 裝備供應商：Under Armour
- 球衣正面：Mani（日语：マニー）（左肩）、栃木銀行（日语：栃木銀行）（中央）
- 球衣背面：日本瓦斯（背號上方）、TAMAPOLY（球員姓名下方）
- 球褲：中村土建（右前腰部）、Owens（日语：オーエンス (企業)）（右大腿前側上方）、NICHIREKI（日语：ニチレキ）（右大腿前側中央）、Nakanishi（日语：ナカニシ）（右大腿前側下方）、Almex Technologies（左大腿前側上方）、吉野石膏（日语：吉野石膏）（左大腿前側中央）、Social Tech（左大腿前側下方）、Fukai（右後側上方）、Haga Foods（右後側下方）、宇都宮市（左後側上方）以「住めば愉快だ宇都宮（日语：住めば愉快だ宇都宮）」（主場）、「観れば愉快だ宇都宮」（客場）、Alpha Club（日语：アルファクラブ）（左後側下方）

### 歷代球衣
| HOME      | HOME      | HOME      | HOME      | HOME      |
| --------- | --------- | --------- | --------- | --------- |
| 2016 - 18 | 2018 - 20 | 2020 - 22 | 2022 - 24 | 2024 - 25 |
|           |           |           |           |           |

| AWAY      | AWAY      | AWAY      | AWAY      | AWAY      |
| --------- | --------- | --------- | --------- | --------- |
| 2016 - 18 | 2018 - 20 | 2020 - 22 | 2022 - 24 | 2024 - 25 |
|           |           |           |           |           |

| Other           | Other           | Other           | Other           | Other           |
| --------------- | --------------- | --------------- | --------------- | --------------- |
| 2017 - 18 · 3rd | 2018 - 20 · 3rd | 2020 - 21 · 3rd | 2022 - 23 · 3rd | 2023 - 24 · 3rd |
| 2024 - 25 · 3rd |                 |                 |                 |                 |
|                 |                 |                 |                 |                 |

### 主場館
球隊的主場館為宇都宮皇者體育館。除了在宇都宮舉行主場賽事外，也會在栃木縣內其他地區進行數場比賽。過去亦曾於群馬縣及福島縣舉行比賽。
作為宇都宮市推動「透過設施愛稱支持職業運動事業」的一環，自2009年5月至2013年3月，主場館宇都宮皇者體育館被冠上「BREX Arena 宇都宮」的愛稱。這與設施的命名權不同，是由市政府無償命名的，且在日本尚屬首次，將職業球隊的名稱作為公共設施的愛稱使用。
同樣以宇都宮市為主場的日本職業足球聯賽的栃木足球會將此設施作為練習場地，自行車隊宇都宮布利岑也正在就使用問題進行協商。
此外，由於宇都宮皇者體育館在 2013－14 賽季進行大規模整修，因此該季僅於此地舉辦開幕戰兩場比賽。

## 歴史

### 成立經過
2004年12月，為了在栃木縣設立一支職業籃球隊而開始展開相關活動。為了參加預計於2007年開幕的日本籃球聯賽（新JBL，當時稱為「新聯盟」），於2005年12月成立了「打造栃木縣職業籃球隊之會」。（當時，亦有其他團體致力於參加另一職籃聯盟Bj聯盟）
2006年6月，栃木縣出身、曾是駒澤大学籃球部成員的金井亨為主導人物，成立了營運母體「Dream Team Entertainment栃木」（簡稱DTE栃木），並正式申請加入新聯盟。雖然一度獲得參賽內定，但最終因各種因素未能順利加入。然而，同年退出日本籃球聯盟的大塚商會阿爾法隊將其會員資格轉讓，於是DTE栃木得以以「栃木BREX（栃木皇者）」之名，參加作為新JBL次級聯盟、延續舊日本聯盟體系的日本籃球聯賽第二部機構（JBL2）。
之所以能順利接手，源於大塚商會創辦人大塚實為栃木縣益子町出身，且阿爾法隊的前職員亦加入DTE栃木。球隊也與經營顧問公司連結與動機股份有限公司簽訂主要贊助合約，並由該公司顧問、前美式足球選手山谷拓志擔任球團社長。

### JBL2
初代總教練由大塚商會阿爾法隊前教練金田詳徳擔任。球員全員簽訂職業合約，其中2006-07賽季的大塚商會球員有3名，前bj聯賽球員有2名。
在首個賽季2007-08賽季中，雖然常規賽排名第三，但球隊一路殺入決賽，並擊敗常規賽第一名的千葉噴射機船橋發展隊，成為首屆JBL2冠軍。

### JBL

#### 2008－2009賽季
由於三遠新鳳凰於2007－2008賽季結束後從JBL轉籍至bj聯盟，栃木隊自2008－09賽季起升格進入JBL。為配合升格，球隊將隊名的冠名权出售給主要贊助商「Link and Motivation」，自4月1日起更名為「Link栃木皇者」同時，曾任職於秋田縣立能代工業高等學校籃球隊的知名教練加藤三彦被任命為新任總教練；而山谷則兼任總經理職務。
球隊陣容方面，除了新加入的球員如加藤的高中學弟兼門生高久順 外，還網羅了多位移籍球員，包括日本國家代表川村卓也、前國家代表伊藤俊亮、以及當地出身的大宮宏正等實力戰將。此外，在2008年8月31日，球隊更迎來震撼性的大補強──簽下曾效力於NBA同樣為加藤的學弟兼門生的籃球明星田臥勇太。
。

#### 2024-2025賽季（B1 東區）
締造歷史最佳勝率的主教練佐佐宜央離隊，由上季擔任副教練的Kevin Braswell接任總教練。
新人球員四家魁人離隊，其餘球員皆續約，無新加入球員。
賽季中Kevin Braswell因突發狀況緊急送醫，並於2025年2月24日逝世。助理教練Zico Coronel暫代主教練職務。

## 外部連結
- 隊伍頁面 （页面存档备份，存于）